# 生活衛生同業小組合
生活衛生同業小組合（せいかつえいせいどうぎょうしょうくみあい）は、生活衛生関係営業の運営の適正化及び振興に関する法律に基づいて政令で定められている生活衛生関係営業ごとに設立されている協同組合。生活衛生同業組合の一部の区域を地区とする会員により組織されている。解散命令は都道府県知事が持っている。

## 概要
- 生活衛生同業小組合は各都道府県の生活同業組合の一部地域に業種ごとに設立されている。組合への加入は任意である。数の制限はない。

## 根拠法
- 生活衛生関係営業の運営の適正化及び振興に関する法律 第52条の4